# Jeremías Ledesma
Jeremías Conan Ledesma (Pergamino, província de Buenos Aires, Argentina, 13 de febrer de 1993) és un futbolista argentí que juga com a porter al Club Atlético River Plate.

## Trajectòria
En 2018 va formar part de la plantilla campiona de la Copa Argentina amb Rosario Central, sent el porter titular de l'equip en tots els partits.
El 25 d'agost de 2020 va ser cedit amb opció de compra al Cadis CF per una temporada. El 9 de maig de 2021, després que l'equip aconseguís la permanència en Primera Divisió, va ser adquirit en propietat per l'entitat gaditana després de complir-se els objectius fixats en l'acord de cessió.

## Internacional
A l'octubre de 2020 va ser convocat per Lionel Scaloni per jugar amb la selecció argentina dos partits d'eliminatòries enfront de l'Equador i Bolívia després de la baixa per lesió de Juan Musso.